# Cyril Maton Periam Durnford
Cyril Maton Periam Durnford, britanski general, * 1891, † 1965.